# Léon Abry

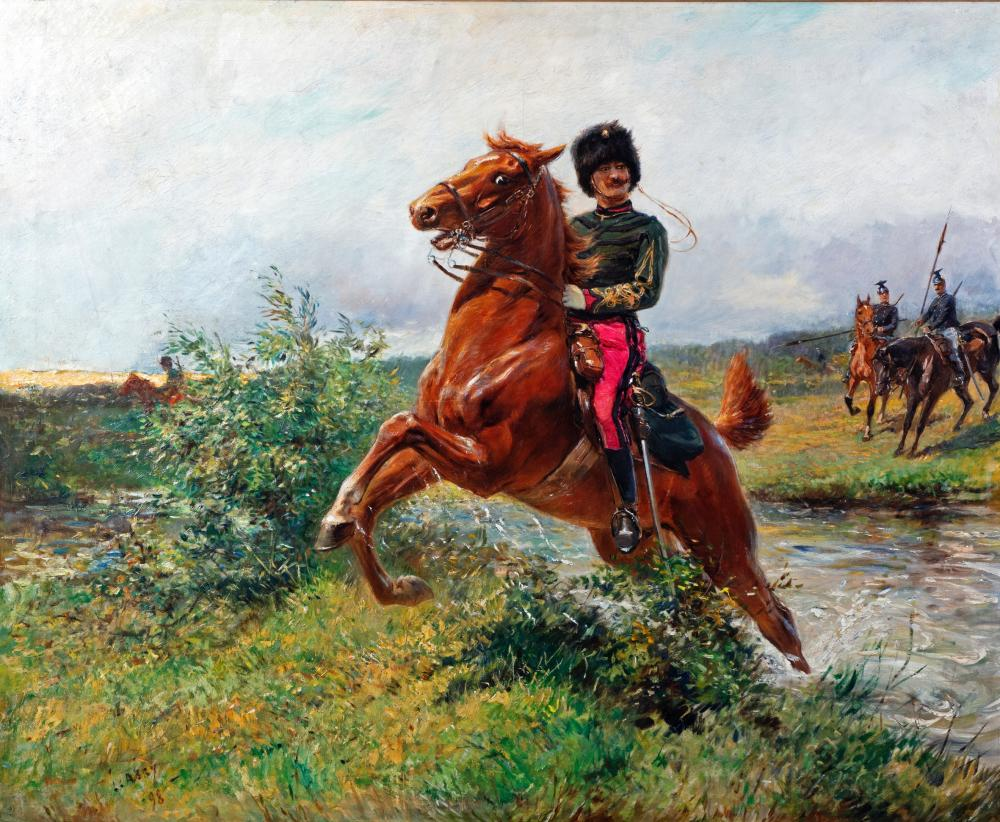
Die Ulanen

Léon-Eugène-Auguste Abry (* 6. März 1857 in Antwerpen; † 6. November 1905 ebenda) war ein belgischer Militärmaler, Aquarellist und Radierer.

## Leben
Er war als der Sohn eines Generals der belgischen Armee geboren. Die Familie zog häufig von Posten zu Posten. Sein Vater starb, als Abry vierzehn Jahre alt war, und er hatte einige Schwierigkeiten, sich nach dem Militärleben an die normale bürgerliche Gesellschaft zu gewöhnen. Er begann sich auf eine Militärkarriere vorzubereiten, zeigte aber wenig Enthusiasmus und fühlte sich stattdessen zum Zeichnen hingezogen. Von 1875 bis 1878 besuchte er die Koninklijke Academie voor Schone Kunsten van Antwerpen, wo er bei Nicaise de Keyser und Polydore Beaufaux studierte. Er malte zunächst historische und Genreszenen, wandte sich aber bald humorvollen Darstellungen des militärischen Lebens zu, die er aus seinen eigenen Erfahrungen schöpfte.
Er war Mitbegründer des „Cercle de XIII“, einer Sezessionsgruppe in Antwerpen, zu der Emile Claus, Henry Luyten, Edgard Farasijn, Evert Larock und Frans Hens gehörten. Sie veranstalteten ihre erste Ausstellung im Jahr 1891 und planten sie in nächsten Jahren zu wiederholen, aber 1893 kam die Initiative an ihr Ende.
1886 wurde er Mitglied der Société royale belge des Aquarellistes.
Léon Abry wurde mit dem belgischen Leopoldsorden ausgezeichnet.